# Gallows
Gallows est un groupe britannique de punk hardcore, originaire de Watford, en Angleterre. Ils privilégient un son agressif et énergique aux mélodies très rythmées, avec une voix rocailleuse et torturée. On les rapproche pour cela de groupes comme Minor Threat ou Black Flag.
Auteur de prestations scéniques généreuses et dynamiques, Gallows a, entre autres, fait, lors de ses premières années, les premières parties de groupes réputés comme Rage Against the Machine, Shai Hulud, Gogol Bordello, AFI, New Found Glory et Bullet for My Valentine.
Le groupe est aussi apparu dans de nombreux et importants festivals en Europe comme aux États-Unis, tels le Warped Tour, le Reading Festival, le festival South by Southwest d'Austin, le Download Festival, les Eurockéennes de Belfort, ou encore le Sonisphere Festival, le Hellfest, le festival British Summer Time d'Hyde Park et le Festival de Dour, et ont ainsi déjà partagé l'affiche avec Iron Maiden, Rammstein, Placebo, Motörhead, Black Sabbath, Soulfly, Mötley Crüe, Alice Cooper, Sick of it All, Agnostic Front, Terror, Pennywise, Madball, Converge, Kyuss, et bien d'autres.

## Historique

### Débuts (2005–2008)
Gallows est formé en 2005, après la dissolution du précédent groupe du guitariste Laurent Barnard, My Dad Joe. Paul Laventure, qui officiait également à la guitare dans My Dad Joe, le suit dans cette nouvelle formation. Lee Barratt, le batteur, vient de quitter le groupe de hardcore Your Demise, et rejoint Gallows. Frank Carter assure le chant et c'est Stuart Gili-Ross, un ami de Barnard, qui officie à la basse. Mais juste avant l'entrée en studio pour le premier album, Paul Laventure quitte le groupe, et c'est Barnard qui se charge seul d'enregistrer toutes les pistes de guitare. Juste après cela, il est remplacé par le frère du chanteur, Stephen Carter.
Le premier album, Orchestra of Wolves, sort en 2006 sur le label anglais In at the Deep End Records. Il est très bien accueilli par la presse spécialisée comme par le public, et le groupe commence à beaucoup tourner. Brett Gurewitz, l'emblématique guitariste du célèbre groupe de punk californien Bad Religion, remarque Gallows et est séduit par leurs sons. Via son label Epitaph Records, Gurewitz  décide d'offrir une parution plus importante à Orchestra of Wolves, et l'album est réédité en 2007 pour une sortie aux États-Unis. À cette occasion, celui-ci déclare qu'il s'agissait là d'un des meilleurs albums punk/hardcore depuis The Shape of Punk to Come du groupe suédois Refused.
Leur chanson In the Belly of a Shark est présente sur le jeu vidéo Guitar Hero III : Legends of Rock. Le troisième single des Gallows, une reprise de Staring at the Rude Bois des Ruts atteint le top 40 single. La chanson est incluse dans le film Yes Man avec Jim Carrey.

### Grey Britain(2008–2011)
Le 5 décembre 2008, Thrash Hits révèle le titre du deuxième album du groupe, Grey Britain. En mai 2009, le deuxième album, Grey Britain, sort sur Warner Bros Records, label avec lequel Gallows signe un contrat d'un million de livre sterling pour trois albums. Mais en décembre de la même année, les deux parties annulent ce contrat d'un commun accord. Grey Britain est particulièrement bien noté et critiqué par la presse. Rock Sound le nomme « album du mois » ; Mojo écrit à son sujet qu'il y avait longtemps, depuis des groupes comme les Sex Pistols ou The Specials, qu'ils avaient entendu ça ; Kerrang! le cite comme un des meilleurs albums de 2009 ; le magazine Stereokill le décrit comme « sombre et puissant » ; et le Telegraph le salue comme « un chef-d’œuvre de punk-rock brutal. »
Grey Britain est un album très travaillé, et désespérément plus noir que son prédécesseur. Frank Carter déclare à son sujet que « La Grande-Bretagne est foutue. Grey Britain retranscrit ce qui se passe sur le plan social, politique et économique et la façon dont cela nous affecte. » Les clips des singles issus de l'album vont dans ce sens de chaos et de désespoir, et ont la particularité de mettre en scène à chaque fois les membres du groupe jouant en costume gris et cravate noir, et de voir apparaitre des personnages récurrents (un prêtre, un adolescent au regard noir, des policiers portant des masques de porc, etc.). Ces vidéos se déroulent dans une sorte de continuité au cœur d'un Londres apocalyptique, à l'ambiance sombre et sordide[réf. nécessaire].
En soutien à l'album, Gallows joue au Vans Warped Tour, et soutient AFI en tournée américaine. Pour jouer avec AFI, Gallows repousse ses concerts en Australie et en Nouvelle-Zélande,.

### Death Is BirthetGallows(2011–2014)

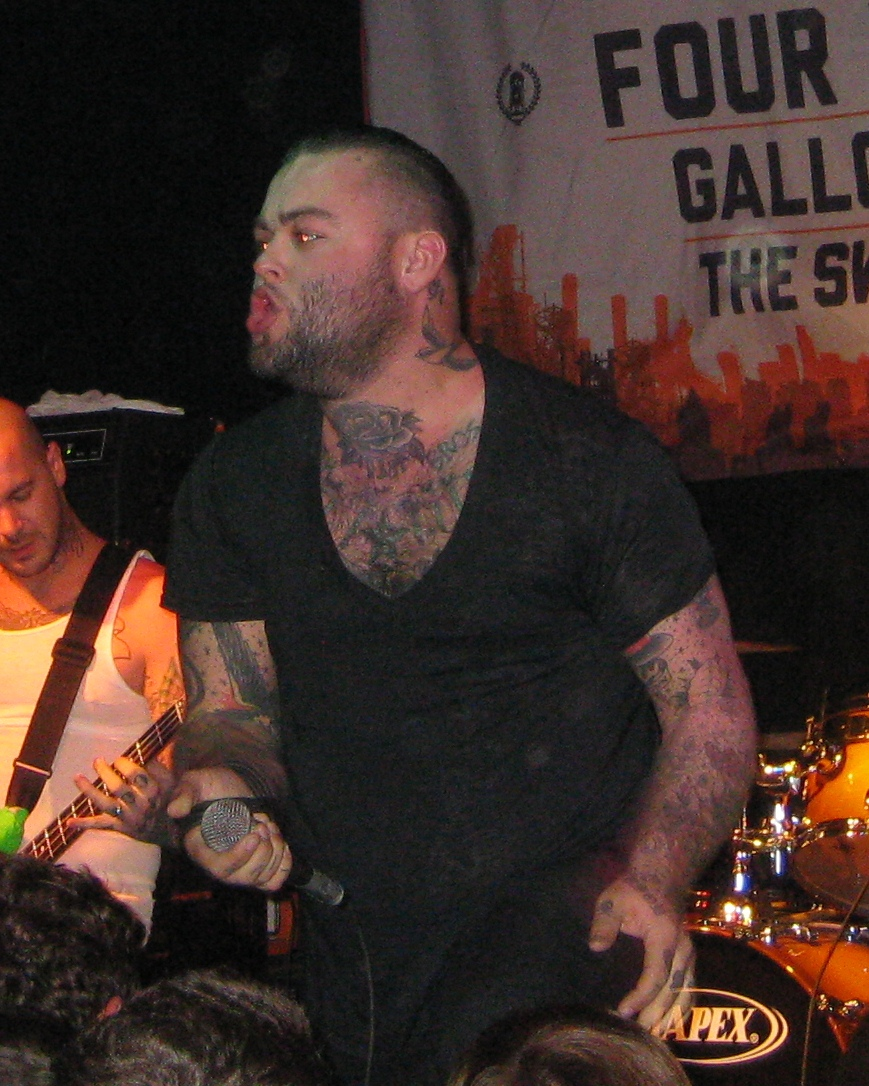
Wade MacNeil (ex-Alexisonfire), remplace Frank Carter au chant en 2011.

En début juillet 2011, un premier virage se dessine dans la vie du groupe. Le chanteur du groupe Frank Carter annonce sur compte Twitter son intention de quitter le groupe après leur tournée d'été. Cette nouvelle est un choc pour de nombreux fans, ce-dernier étant la figure de proue de Gallows. Pour expliquer ce départ, Carter évoque notamment une mésentente artistique entre lui et les autres membres du groupe. Il déclare aussi que seul ce tournant dans la composition des futurs morceaux est à l'origine de cette séparation, et rien d'autre. Dans son message, il annonce également partir avec le cœur gros et remercie ses « frères » de Gallows, et leur souhaite bonne chance pour l'avenir. Carter en profite pour annoncer son nouveau projet qui va prochainement voir le jour, un groupe baptisé Pure Lov', aux sonorités beaucoup plus pop, qui fait aussi participer Jim Carroll, guitariste du groupe punk hardcore The Hope Conspiracy. Le groupe joue pour la dernière fois avec Frank au Sonisphere Festival le 23 juillet 2011
Le 9 août 2011, le nom de son remplaçant est dévoilé. C'est désormais Wade McNeil qui officiera au chant. Ce-dernier est l'ancien guitariste du groupe de post-hardcore canadien Alexisonfire, dont il était l'un des fondateurs, et qui vient tout juste de se séparer. McNeil y faisait également des voix et des chœurs. Death is Birth, un EP comportant quatre titres, premier enregistrement studio avec McNeil au micro, est publié le 5 décembre 2011. Ils lancent leur propre label, Venn Records, pour le publier.
Le 10 septembre 2012 sort le troisième album du groupe, l'éponyme Gallows,. Celui-ci reste dans une veine punk hardcore chère au groupe depuis ces débuts, mais se différencie quelque peu des deux enregistrements précédents par une tonalité encore plus directe, trash et agressive. Les morceaux sont en général moins nuancés mais plus efficaces que sur les deux premiers albums, beaucoup plus « bruts ». L'arrivée de McNeil dans la formation n'étant pas étrangère à ce léger changement, sa voix et son style étant tout de même différents de ceux Frank Carter. Lors de sa parution, le groupe déclare au magazine NME que « ce disque éponyme définit musicalement Gallows tel qu'il est à l'heure actuelle. C'est notre rire au visage de ceux qui pensait que nous étions finis, alors qu'en réalité nous n'en sommes qu'à l'échauffement. Nous ne pouvons être plus fiers[réf. nécessaire]. »
Le 20 février 2013, Stephen Carter, l'un des deux guitaristes, imite son frère Frank et quitte à son tour Gallows. L'annonce est officialisée sur le compte Facebook du groupe en ces termes : « Steph a quitté Gallows et nous lui souhaitons bonne chance pour ses futurs projets. Nous allons désormais bouger à quatre comme lors des premiers jours). » Steph Carter n'est pas remplacé, et Gallows décide alors de rester un quatuor, avec désormais le seul Laurent Barnard à la guitare.

### Desolation Sounds(depuis 2014)
Le 30 juin 2014, Gallows annonce la sortie d'un quatrième album, sans toutefois donner une date précise pour cela. La seule chose qui filtre est le nom de cet opus à venir, Desolation Sounds. À cette occasion, un titres extrait de cet album parait également, il s'agit de Chains. On peut noter à cette occasion que le son du groupe a une nouvelle fois évolué et tend vers quelque chose de plus lourd. Si, depuis le début, l'univers musical de Gallows est toujours marqué par une certaine noirceur, là celle-ci semble davantage accentuée. À cette occasion, Laurent Barnard déclare que « c'est très différent mais toujours très sombre, tout ce que Gallows est). »
La sortie de Desolation Sounds est pour le 13 avril 2015, toujours sur Venn Records. À son propos, beaucoup sont divisés et l'accueil de ce quatrième album studio est mitigé. La « patte » Gallows présente sur les deux premiers enregistrements n'est plus vraiment, le désormais quatuor évoluant vers d'autres sonorités qui ne mettent pas tout le monde d'accord, notamment les fans de la première heure.

## Membres

### Membres actuels
- Laurent Barnard - guitare (depuis 2005)
- Stuart Gili-Ross - basse (depuis 2005)
- Lee Barratt - batterie (depuis 2005)
- Wade McNeil - chant (depuis 2011)

### Anciens membres
- Paul Laventure - guitare (2005)
- Frank Carter - chant (2005-2011)
- Steph Carter - guitare (2006-2013)

## Discographie

### Albums studio
- 2006 : Orchestra of Wolves (réédition américaine en 2007 sur Epitaph Records)
- 2009 : Grey Britain
- 2012 : Gallows
- 2015 : Desolation Sounds

### EP
- 2005 : Demo
- 2007 : Split CD avec November Coming Fire
- 2011 : Death is Birth
- 2014 : Chains